# Junioreuropamästerskapen i friidrott 2025
Junioreuropamästerskapen i friidrott 2025 arrangerades mellan den 7 och 10 augusti 2025 i Tammerfors i Finland. Det var den 28:e upplagan av junioreuropamästerskapen i friidrott som var öppen för idrottare födda mellan 2006 och 2009. 

## Resultat

### Herrar

#### Gång- och löpgrenar
| Gren                   | Guld | Guld                        | Silver                                                                            | Silver         | Brons                                                                                   | Brons          |
| 100 meter              | Ander Garaiar · Spanien                                                                                               | 10.40                       | Jozuah Revierre · NederländernaTeddy Wilson · Storbritannien                      | 10,47 [,464]   | ingen medaljör                                                                          | ingen medaljör |
| 200 meter              | Diego Nappi · Italien                                                                                                 | 20,77                       | Pedro Afonso · Portugal                                                           | 20,85          | Oriol Sánchez · Spanien                                                                 | 21,03          |
| 400 meter              | Conor Kelly · Irland                                                                                                  | 45,83 NU20R                 | Milann Klemenic · Frankrike                                                       | 46,44          | Ondřej Loupal · Tjeckien                                                                | 46,62          |
| 800 meter              | Rafferty Mirfin · Storbritannien                                                                                      | 1.48,09                     | Tom Waterworth · Storbritannien                                                   | 1.48,20        | Aaron Ceballos · Spanien                                                                | 1.48,74        |
| 1 500 meter            | Håkon Moe Berg · Norge                                                                                                | 3.47,36                     | Andreas Dybdahl · Norge                                                           | 3.47,95        | Elliot Vermeulen · Belgien                                                              | 3.48,03        |
| 3 000 meter            | Håkon Moe Berg · Norge                                                                                                | 8.43,20                     | Kristers Kudlis · Lettland                                                        | 8.45,56        | Karl Ottfalk · Sverige                                                                  | 8.46,43        |
| 5 000 meter            | Willem Renders · Belgien                                                                                              | 14.14,59                    | Karl Ottfalk · Sverige                                                            | 14.14,78 0SB0  | Magnus Øyen · Norge                                                                     | 14.15,32       |
|                        | |                             |                                                                                   |                |                                                                                         |                |
| 110 meter häck (99 cm) | Matteo Togni · Italien                                                                                                | 13,27 NU20R, EU20L          | Hristiyan Kasabov · Bulgarien                                                     | 13,31 NU20R    | Matyáš Zach · Tjeckien                                                                  | 13,33          |
| 400 meter häck         | Michal Rada · Tjeckien                                                                                                | 48,78 0MR0, NU20R, WU20L    | Iker Moreno · Spanien                                                             | 49,66 NU20R    | Marek Vána · Tjeckien                                                                   | 50,46 0PB0     |
| 400 meter häck         | Michal Rada · Tjeckien                                                                                                | 48,78 0MR0, NU20R, WU20L    | Iker Moreno · Spanien                                                             | 49,66 NU20R    | Quinten De Vos · Nederländerna                                                          | 50,46 NU20R    |
| 3 000 meter hinder     | Kıyasettin Kara · Turkiet                                                                                             | 8.43,55 NU20R               | Marti Torregrossa · Spanien                                                       | 8.45,20 0PB0   | Andres Lara · Spanien                                                                   | 8.45,53 0PB0   |
|                        | |                             |                                                                                   |                |                                                                                         |                |
| 4 × 100 meter stafett  | Frankrike Gaël Delaumenie Lenny Chanteur Hugo Jacquet-Dzong Ylann Bizasene                                            | 39,57 0SB0                  | Tyskland Enzo Kieß Louis Schuster Felix Schulze Jakob Kemminer Alwin Mawumba*     | 39,78 0SB0     | Polen Aleksander Wojtasik Adrian Lepionka Marcin Tabaka Sebastian Libura Patryk Radwan* | 40,17 0SB0     |
| 4 × 400 meter stafett  | Tjeckien Ondřej Loupal Lukáš Mareš Tomáš Horák Michal Rada Martin Koreček* Václav Apltauer* Jakub Marek* Šimon Ceplý* | 3.05,79 EU20L, NU20R        | Spanien Iker Moreno Aaron Gaston Helio Marco Óscar Crespo Marco Sáiz* Sergi Pons* | 3.06,83 NU20R  | Italien Destiny Omodia Daniele Salemi Diego Mancini Simone Giliberto                    | 3.07,39 0SB0   |
|                        | |                             |                                                                                   |                |                                                                                         |                |
| 10 000 meter gång      | Joan Querol · Spanien                                                                                                 | 39.10,04 0MR0, EU20L, NU20R | Giuseppe Disabato · Italien                                                       | 39.20,87 NU20R | Daniel Monfort · Spanien                                                                | 39.50,77 0PB0  |

* Indikerar att idrottaren endast deltog i försöksheatet men ändå mottog medalj.

#### Teknikgrenar
| Gren                     | Guld                             | Guld               | Silver                      | Silver       | Brons                             | Brons        |
| Höjdhopp                 | Elijah Pasquier · Frankrike      | 2,25 m NU20R       | Otis Poole · Storbritannien | 2,19 m       | Jin van der Lee · Nederländerna   | 2,16 m 0PB0  |
| Stavhopp                 | Axel Rogö · Sverige              | 5,45 m EU20L, 0PB0 | Zackaria Dia · Frankrike    | 5,40 m 0PB0  | Ylio Philtjens · Belgien          | 5,30 m       |
| Stavhopp                 | Axel Rogö · Sverige              | 5,45 m EU20L, 0PB0 | Zackaria Dia · Frankrike    | 5,40 m 0PB0  | Paweł Pośpiech · Polen            | 5,30 m 0PB0  |
| Längdhopp                | Petr Meindlschmid · Tjeckien     | 7,89 m 0SB0        | Daniele Inzoli · Italien    | 7,69 m       | Luka Bošković · Serbien           | 7,69 m       |
| Tresteg                  | Francesco Crotti · Italien       | 15,93 m 0PB0       | Emre Çolak · Turkiet        | 15,75 m 0PB0 | Zinga Barbosa Firmino · Bulgarien | 15,71 m      |
| Kulstötning (6 kg)       | Jarno van Daalen · Nederländerna | 21,07 m            | Aatu Kangasniemi · Finland  | 20,82 m 0PB0 | Jakub Rodziak · Polen             | 19,37 m 0PB0 |
| Diskuskastning (1,75 kg) | Jarno van Daalen · Nederländerna | 63,18 m            | Jakub Rodziak · Polen       | 62,90 m 0PB0 | Zombor Dobó · Ungern              | 62,26 m      |
| Släggkastning (6 kg)     | Ármin Szabados · Ungern          | 82,91 m            | Mico Lampinen · Finland     | 74,67 m      | Aatu Kangasniemi · Finland        | 74,41 m      |
| Spjutkastning            | Rafael Mahiques · Spanien        | 76,30 m            | Oskar Jänicke · Tyskland    | 76,17 m 0PB0 | Roch Krukowski · Polen            | 76,01 m 0PB0 |

#### Mångkamp
| Gren          | Guld                      | Guld                      | Silver                        | Silver              | Brons                       | Brons        |
| Tiokamp (U20) | Hubert Trościanka · Polen | 8 514 p 0VRJ0, 0MR0, 0PB0 | Luuk Pelkmans · Nederländerna | 8 293 p NU20R, 0PB0 | Leon Krummenacher · Schweiz | 7 972 p 0PB0 |

### Damer

#### Gång- och löpgrenar
| Gren                  | Guld | Guld                    | Silver | Silver         | Brons                                                                                   | Brons          |
| 100 meter             | Kelly Doualla · Italien                                                                                                 | 11,22                   | Mabel Akande · Storbritannien                                                                                                | 11,41          | Uliana Stepaniuk · Ukraina                                                              | 11,53          |
| 200 meter             | Judith Bilepo Mokobe · Tyskland                                                                                         | 23,40                   | Lucy Tallon · Storbritannien                                                                                                 | 23,49          | Terezie Táborská · Tjeckien                                                             | 23,49          |
| 400 meter             | Charlotte Henrich · Storbritannien                                                                                      | 51,68 0PB0              | Johanna Martin · Tyskland | 52,00          | Anastazja Kuś · Polen                                                                   | 52,23          |
| 800 meter             | Jana Becker · Tyskland                                                                                                  | 2.01,67                 | Živa Remic · Slovenien | 2.01,76 0PB0   | Lorenza de Noni · Italien                                                               | 2.01,86        |
| 1 500 meter           | Lyla Belshaw · Storbritannien                                                                                           | 4.14,59                 | Carmen Cernjul · Sverige | 4.15,00        | Isobelle Jones · Storbritannien                                                         | 4.16,18 0PB0   |
| 3 000 meter           | Innes Fitzgerald · Storbritannien                                                                                       | 8.46,39 0MR0            | Carmen Cernjul · Sverige | 9.08,87        | Wilma Bekkemoen Torbiörnsson · Norge                                                    | 9.10,70        |
| 5 000 meter           | Innes Fitzgerald · Storbritannien                                                                                       | 15.09,04                | Edibe Yağız · Turkiet | 15.43,60 0PB0  | Julia Ehrle · Tyskland                                                                  | 15.44,06 0PB0  |
|                       | |                         | |                |                                                                                         |                |
| 100 meter häck        | Jil Sanchez · Schweiz                                                                                                   | 13,24                   | Melissa Benfatah · Frankrike                                                                                                 | 13,29          | Alessia Succo · Italien                                                                 | 13,32          |
| 400 meter häck        | Alexandra Ștefania Uță · Rumänien                                                                                       | 55,55 0MR0, EU20L, 0PB0 | Méta Tumba · Frankrike | 55,56 NU20R    | Viola Hambidge · Estland                                                                | 56,71 NU20R    |
| 3 000 meter hinder    | Andrea Nygård Vie · Norge                                                                                               | 9.57,59                 | Jule Jutta Lindner · Tyskland                                                                                                | 9.58,77        | Ema Berková · Tjeckien                                                                  | 10.09,71 NU20R |
|                       | |                         | |                |                                                                                         |                |
| 4 × 100 meter stafett | Italien Alice Pagliarini Elisa Valensin Margherita Castellani Kelly Doualla Elisa Calzolari*                            | 43,72 NU20R             | Storbritannien Nell Desir Lucy Tallon Kaya Slater Mabel Akande Jessica Mantle                                                | 43,98          | Polen Małgorzata Pojęta Wiktoria Gajosz Oliwia Kasprzak Jagoda Żukowska Aleksandra Jeż* | 44,07 NU20R    |
| 4 × 400 meter stafett | Frankrike Victoria Kwarteng Noam Tanon Romane Trinquant Méta Tumba Lys-Aurore Agbayissah* Alicia Lopez* Emilie Montout* | 3.33,56 EU20L           | Tyskland Luna Fischer Pauline Richter Katharina Rupp Jana Marie Becker Ida Carlotta Schröder* Luise Sommer* Cäcilia Weimann* | 3.34,35 0SB0   | Italien Francesca Meletto Laura Frattaroli Alice Caglio Giulia Macchi                   | 3.34,65 0SB0   |
|                       | |                         | |                |                                                                                         |                |
| 10 000 meter gång     | Sofia Santacreu · Spanien                                                                                               | 43.47,89 NU20R, WU20L   | Serena di Fabio · Italien | 43.56,25 NU20R | Aldara Meilán · Spanien                                                                 | 44.15,89 0PB0  |

#### Teknikgrenar
| Gren           | Guld                          | Guld               | Silver                       | Silver       | Brons                          | Brons        |
| Höjdhopp       | Lilianna Bátori · Ungern      | 1,89 m             | Ella Mikkola · Finland       | 1,89 m       | Ona Bonet · Spanien            | 1,86 m       |
| Stavhopp       | Elise de Jong · Nederländerna | 4,50 m 0=PB0       | Marijn Kieft · Nederländerna | 4,40 m       | Apolena Švábíková · Tjeckien   | 4,35 m 0PB0  |
| Längdhopp      | Bori Rózsahegyi · Ungern      | 6,46 m             | Thea Brown · Storbritannien  | 6,44 m 0PB0  | Diana Myrosjnitjenko · Ukraina | 6,37 m       |
| Tresteg        | Erika Saraceni · Italien      | 14,24 m 0MR0, 0PB0 | Daria Vrînceanu · Rumänien   | 13,75 m 0PB0 | Adriana Krūzmane · Lettland    | 13,62 m 0PB0 |
| Kulstötning    | Maria Rafailídou · Grekland   | 16,16 m            | Anhelina Shepel · Ukraina    | 15,62 m 0PB0 | Anita Nalesso · Italien        | 15,62 m      |
| Diskuskastning | Andrea Tankeu · Spanien       | 54,28 m 0PB0       | Curly Brown · Tyskland       | 54,16 m      | Anne Juul Jensen · Danmark     | 52,63 m      |
| Släggkastning  | Nova Kienast · Tyskland       | 67,93 m            | Marie Rougetet · Frankrike   | 67,38 m 0PB0 | Pinja Kärhä · Finland          | 66,07 m      |
| Spjutkastning  | Vita Barbić · Kroatien        | 55,26 m            | Rebecca Nelimarkka · Finland | 54,43 m      | Orinta Navikaite · Litauen     | 54,36 m      |

#### Mångkamp
| Gren    | Guld                   | Guld                 | Silver                  | Silver        | Brons                   | Brons        |
| Sjukamp | Jana Koščak · Kroatien | 6 293 p 0=NR0, WU20L | Sarolta Kriszt · Ungern | 6 251 p NU20R | Enni Virjonen · Finland | 6 060 p 0PB0 |

## Medaljtabell
*   Värdland ( Finland)
| Nr                   | Nation               | Guld | Silver | Brons | Totalt |
| -------------------- | -------------------- | ---- | ------ | ----- | ------ |
| 1                    | Italien              | 6    | 3      | 5     | 14     |
| 2                    | Storbritannien       | 5    | 7      | 1     | 13     |
| 3                    | Spanien              | 5    | 3      | 6     | 14     |
| 4                    | Tyskland             | 3    | 6      | 1     | 10     |
| 5                    | Frankrike            | 3    | 5      | 0     | 8      |
| 6                    | Nederländerna        | 3    | 3      | 2     | 8      |
| 7                    | Norge                | 3    | 1      | 2     | 6      |
| 8                    | Ungern               | 3    | 1      | 1     | 5      |
| 9                    | Tjeckien             | 3    | 0      | 6     | 9      |
| 10                   | Kroatien             | 2    | 0      | 0     | 2      |
| 11                   | Sverige              | 1    | 3      | 1     | 5      |
| 12                   | Turkiet              | 1    | 2      | 0     | 3      |
| 13                   | Polen                | 1    | 1      | 6     | 8      |
| 14                   | Rumänien             | 1    | 1      | 0     | 2      |
| 15                   | Belgien              | 1    | 0      | 2     | 3      |
| 16                   | Schweiz              | 1    | 0      | 1     | 2      |
| 17                   | Grekland             | 1    | 0      | 0     | 1      |
| 17                   | Irland               | 1    | 0      | 0     | 1      |
| 19                   | Finland*             | 0    | 4      | 3     | 7      |
| 20                   | Ukraina              | 0    | 1      | 2     | 3      |
| 21                   | Bulgarien            | 0    | 1      | 1     | 2      |
| 21                   | Lettland             | 0    | 1      | 1     | 2      |
| 23                   | Portugal             | 0    | 1      | 0     | 1      |
| 23                   | Slovenien            | 0    | 1      | 0     | 1      |
| 25                   | Danmark              | 0    | 0      | 1     | 1      |
| 25                   | Estland              | 0    | 0      | 1     | 1      |
| 25                   | Litauen              | 0    | 0      | 1     | 1      |
| 25                   | Serbien              | 0    | 0      | 1     | 1      |
| Totalt (28 nationer) | Totalt (28 nationer) | 44   | 45     | 45    | 134    |